# Tessa Munt
Tessa Munt, née Vasey le 16 octobre 1959, est une femme politique britannique.
Libérale-démocrate, elle est députée de Wells and Mendip Hills dans le Somerset, après avoir été élue députée de Wells de 2010 à 2015. Elle occupe le poste de secrétaire parlementaire privé du secrétaire d'État aux entreprises, à l'innovation et aux compétences, Vince Cable.

## Biographie

### Jeunesse
Tessa Munt naît en 1959 dans le Surrey.
Son grand-père paternel est un homme politique au Kenya dans les années 1950, tandis que son oncle est membre du synode de l'Église d'Angleterre. Sa mère est élevée au sein de l'Église d'Écosse, mais sa famille a principalement des racines juives.
Elle est l'aînée de quatre enfants et fait ses études dans une école du couvent catholique romain jusqu'à l'âge de onze ans, puis à la Reigate County School for Girls et à la Sutton High School, avant de terminer ses études dans un collège indépendant. Tessa Munt déclare à la BBC avoir été victime d'abus sexuels lorsqu'elle était enfant.

### Carrière professionnelle
Après avoir terminé ses études, Tessa Munt rejoint d'abord la division internationale de Midland Bank, avant de partir après un an pour rejoindre un cabinet d'avocats local. Trois ans après, elle commence à travailler pour un hôtel, et au bout de deux ans, elle déménage dans la région d'Est-Anglie pour travailler dans une équipe de vente et de marketing, avant de passer dans le service des ressources humaines puis à la formation au service client.
Tessa Munt travaille ensuite dans l'administration du South Essex College sur le campus de Southend-on-Sea, avant de se lancer dans l'enseignement. Elle fait partie pendant un certain temps des services sociaux, aidant des adultes ayant des difficultés d'apprentissage. Elle est bénévole à temps partiel pour Childline (une organisation de protection de l'enfance) et l'Environmental Investigation Agency (en) (une ONG écologiste).
Elle travaille pendant un certain temps comme assistante personnelle de l'ancien joueur de cricket Phil Edmonds (en). Tessa Munt est ensuite engagée par un cabinet d'avocats, avant d'être invitée par un ancien associé de l'entreprise à rejoindre un autre cabinet, Forsters. Elle passe également cinq ans en tant que membre du comité consultatif régional du National Lottery Charities Board (en).

### Carrière politique

#### Début de carrière politique
Tessa Munt rejoint le Parti travailliste au début des années 1990, mais le quitte après sa victoire électorale en 1997, en raison de la centralisation de la politique du parti. Elle fait ensuite campagne à la fin des années 1990 dans le Suffolk pour la préservation d'une école victorienne à titre patrimonial, contre un plan de développement. Son combat l'amène à rencontrer Andrew Phillips (en), et en 1999, après avoir assisté à une conférence du parti et rencontré Norman Lamb, Tessa Munt rejoint les Libéraux-démocrates.
Elle est désignée candidate par le parti pour la circonscription de South Suffolk lors des élections générales de 2001 et termine à la troisième place avec 24,9 % des voix. Elle se présente également à Ipswich lors d'une élection partielle, la même année, à la suite du décès du représentant travailliste Jamie Cann. Elle finit troisième avec 22,4 % des voix, devancée par le candidat travailliste Chris Mole.
Comme son père vit à Wells, dans le Somerset, le comité local du parti libéral-démocrate lui offre quelques semaines après sa défaite la possibilité de se présenter dans la circonscription de la ville. Elle est candidate pour les élections générales de 2005, terminant à la deuxième place derrière le député conservateur en exercice David Heathcoat-Amory avec 37,8 % des voix.

#### Députée (2010-2015)
Tessa Munt est élue député de la circonscription de Wells aux élections générales de 2010 avec une avance de 800 voix sur David Heathcoat-Amory, qui admet que son implication dans le scandale des dépenses parlementaires a joué un rôle dans sa défaite,,.
Tessa Munt devient whip du parti à la Chambre des communes de 2010 à mars 2012, après avoir menacé de démissionner de son poste en cas de renouvellement du système de missiles nucléaires Trident. Elle est ensuite nommée secrétaire parlementaire privée (PPS) du secrétaire d'État aux Affaires commerciales Vince Cable.
En juillet 2010, les journaux révèlent les détails d'une enquête menée par le conseil du district de Sedgemoor sur la réduction de sa council tax, alors que plusieurs autres hommes adultes sont inscrits sur les listes électorales comme habitant au même domicile. Le 6 septembre 2010, le conseil de district déclare qu'il n'y a désormais plus de poursuites pénales concernant la réduction de cet impôt et que Tessa Munt est innocentée de tout acte répréhensible.
Le 27 janvier 2015, elle démissionne de son poste de secrétaire parlementaire privée après avoir voté pour un amendement de la Chambre des communes, non soutenu par le gouvernement, appelant à un moratoire sur la fracturation hydraulique au Royaume-Uni.
Lors des élections de 2015, Tessa Munt perd le siège parlementaire de la circonscription de Wells face au candidat du parti conservateur James Heappey, par 7 585 voix. Elle est à nouveau candidate libérale-démocrate lors des deux élections générales suivantes, en2017 et 2019, mais échoue les deux fois à être réélue,.

#### Politique locale
En 2017, Tessa Munt est élue conseillère du comté de Somerset, battant le chef du conseil du comté, John Osman, par une faible avance de 95 voix. En 2022, elle est réélue pour un mandat qui est transféré au Conseil de Somerset, une nouvelle autorité unitaire, le 1er avril 2023. De mai 2022 à mai 2023, Tessa Munt fait partie du comité exécutif du conseil de Somerset pour les enfants, les familles et l'éducation.

### Retour à Westminster
En vue des élections générales de 2024, Tessa Munt est choisie comme candidate par les Libéraux-démocrates dans la circonscription nouvellement créée de Wells and Mendip Hills. Elle remporte l'élection et redevient membre du Parlement.

## Vie privée
Tessa Munt épouse Martin Munt en 1992 et ils ont deux enfants, avant de se séparer. En 2010, elle vit dans le village de Wedmore, dans les Somerset Levels.
La femme politique fait partie de la Campagne pour le désarmement nucléaire et est engagée en faveur des Palestiniens. Elle est gouverneure de l'école Hugh Sexey à Blackford, dans le Somerset[réf. nécessaire].